# 北京国子监
北京国子监坐落於北京市安定门内国子监街（旧称成贤街）上，元明清三代国家最高学府所在地。按照“左庙右学”的规制，在其东侧仅一墙之隔就是孔庙。

## 沿革

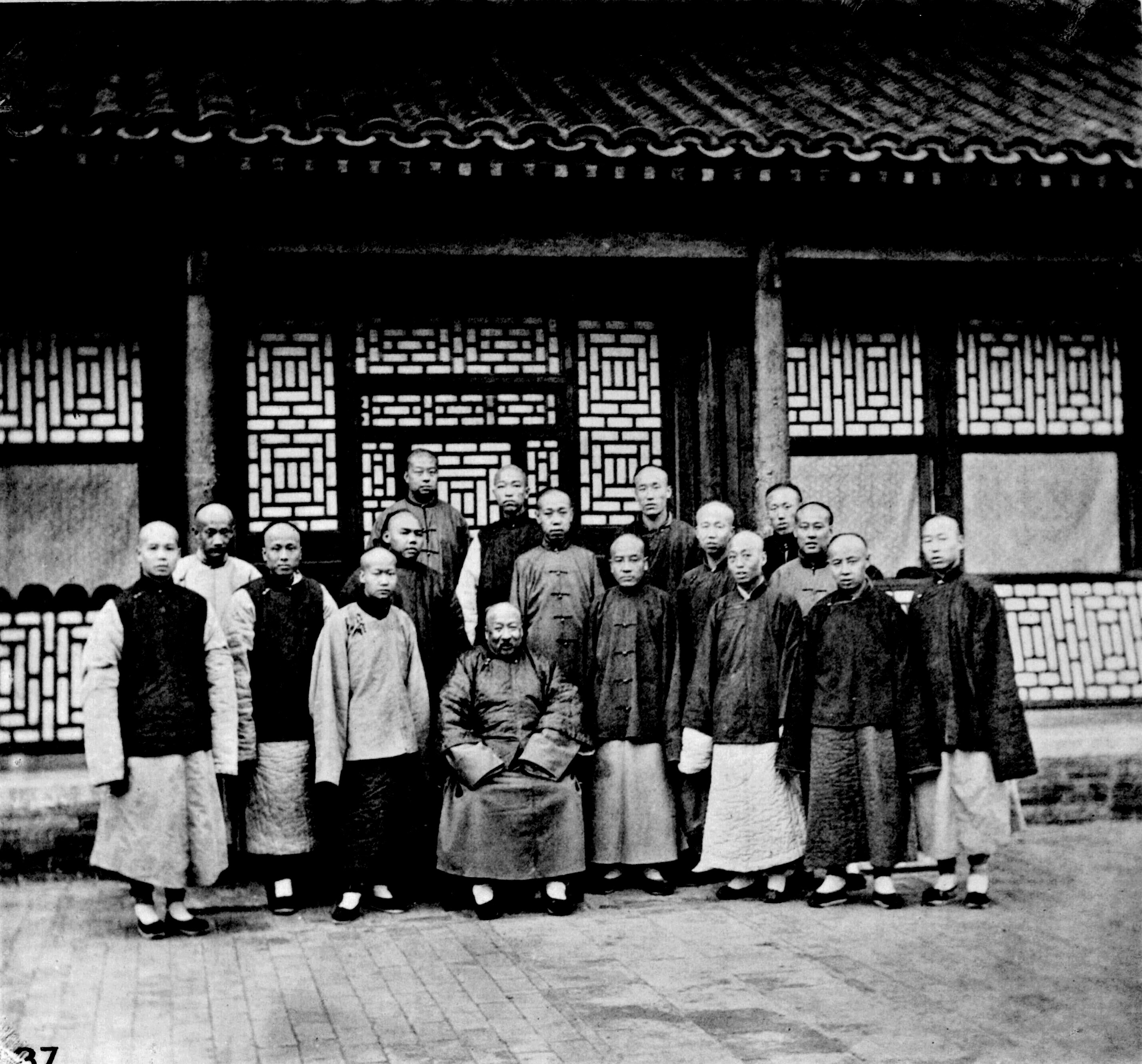
国子监的数学教授李善蘭和学生的合影。

国子监是自隋以后中国官方最高学府，历代王朝都在都城建有国子监。遼會同元年（938年）將幽州（今北京）升為南京，修建了南京太學，金貞元元年（1153年）遷都南京，改名中都，建立中都國子監，元大德十年（1306年）建大都国子监。明初毁弃，改建北平府学，成为北京地区的最高学府，永乐帝从南京迁都北京后，改北平府学为北京国子监，同时保留南京国子监。由於元末明初的战乱，现在北京国子监内的元代建筑遗存极少，绝大部分建筑为明清所建。
1912年，中华民国教育部在此设立国立历史博物馆筹备处。该筹备处后于1918年迁至故宫。
北京国子监在1949年之后一度被用做首都图书馆和北京少年儿童图书馆，彝伦堂被改建为阅览室，六堂成为书库，随着首都图书馆新馆落成并投入使用，2003年首都图书馆迁出北京国子监。此后北京国子监成为中国教育博物馆所在地。2008年成立孔庙和国子监博物馆。

## 主要建筑

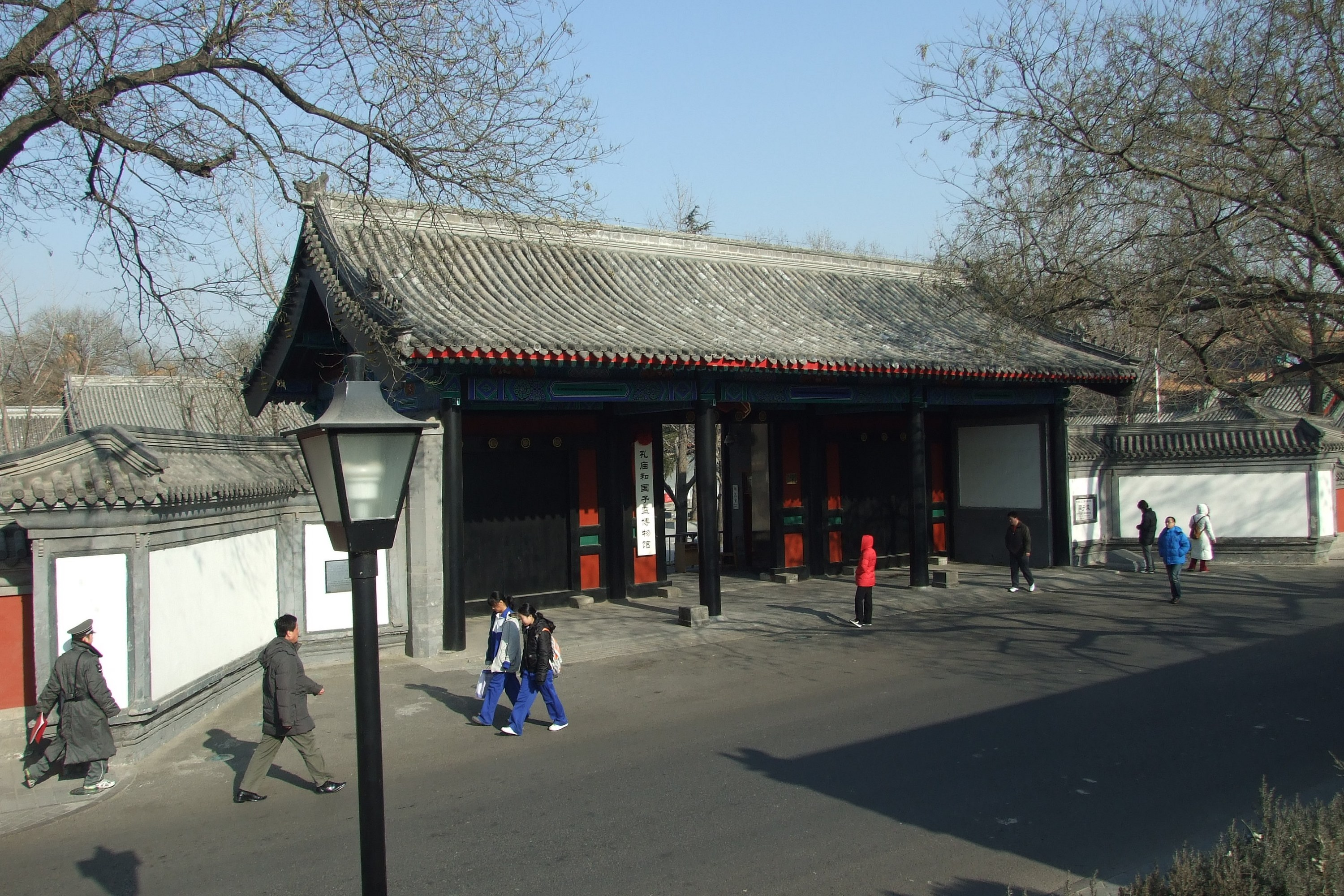
集贤门

- 集贤门，位于国子监的大门，门内院子东西设有井亭，东侧的敬持门与孔庙相通。
- 琉璃牌坊，位于集贤门内，是三间四柱七楼庑殿顶式琉璃牌坊，建于乾隆四十八年（1783年）。正面额书"圜桥教泽"，阴面为"学海节观"，彩画华美，是北京唯一不属於寺院的琉璃牌坊。
- 辟雍，建於清乾隆四十九年，是国子监的中心建筑。建於中轴线中心一座圆形水池中央的四方高台上，是一座方型重檐攒尖顶殿宇。四面开门，设台阶六级。辟雍周围环绕着长廊，四面架设精致的小桥横跨水池使殿宇与院落相通，这种建筑形制象征着天圓地方。乾隆皇帝之后，每逢新帝即位，都要来此做一次讲学，以示中央政府对高等教育的重视。
- 六堂，是位於辟雍左右两侧的33间房，合称为六堂，分别为：率性堂、诚心堂、崇志堂、修道堂、正义堂、广业堂，是贡生、监生们的教室。
- 彝伦堂，位於辟雍以北，元代名为崇文阁，明代永乐年间予以重建并改名为彝伦堂，早年曾是皇帝講學之處，興建辟雍之後，則改为监内的藏书处。
- 敬一亭，位於在彝伦堂之后，是国子监的第三进院落。建于明嘉靖七年，设有祭酒厢房和司业厢房和七座御制圣谕碑，是国子监祭酒办公的场所。